# 霧峰法揚宮
霧峰四德法揚宮，俗稱霧峰三界公廟，是一座位在臺灣台中市霧峰區的主祀三官大帝廟宇。該廟是霧峰區大型道教廟宇之一。

## 沿革
清領同治年間，台灣發生清領治台時期三大民變之一「戴潮春事件」，而戴潮春事件其中一路勢力『南王』，亦是戴潮春民變主要領導人之一「林日成」，當地人稱「憨虎成」。林日成勢力根據地是現今的「四德里』及『五福里」一帶。林日成因為族親曾被霧峰林家所殺害，加上與霧峰林家土地之間的嫌隙，故與戴潮春聯合呼應反叛。一直到福建水陸提督林文察帶兵前往四德里作戰，才把林日成擊敗，這場戰役又稱「四塊厝之役」。戰場位置於現今「四德北路」。林日成勢力瓦解之後，後來才有「林」、「黃」、「巫」、「王」，這四戶人家開始來此開墾，在此蓋四間厝，故稱為「四塊厝」。這四戶亦是四塊厝四大宗族。其中於清同治五年『四德黃家』開基先祖「黃波」從福建漳州渡黑水溝來台，於四塊厝開墾定居。四塊厝在同治年間時常發生水患，開墾的農田往往被洪水肆掠。墾民因為水患造成開墾徒勞無功及損失。有日一位風水堪輿師經過四塊厝時，聽聞村民訴說洪水肆虐之災情，於是建議了黃家族人到台中陳平庄「紫微宮」迎請恭奉水官大帝神尊，方能讓四塊厝免於水患之災。水官大帝來四塊厝供奉後，四塊厝果真就不在保受水患之災，且供奉的四德黃家也在「水官大帝」庇佑下，成為霧峰地方望族。霧峰四德庄法揚宮歷史從前身「源隆堂」於清朝同治年間成立發展至今「法揚宮」已有150餘年之久。

## 建築格局與特色
法揚宮的牌樓為北式建築四柱三間三樓式牌樓建築，牌樓彩繪使用「南式彩繪」方式呈現，有「八仙過海」、「祈求吉慶」、「招財進寶」、「財子壽」等故事寓意彩繪。法揚宮牌樓彩繪是由當代台灣彩繪大師「許良進」司阜彩繪。三川彩繪結合霧峰在地農產與特色，由彩繪名匠「劉武吉」與「曹天助」施作。

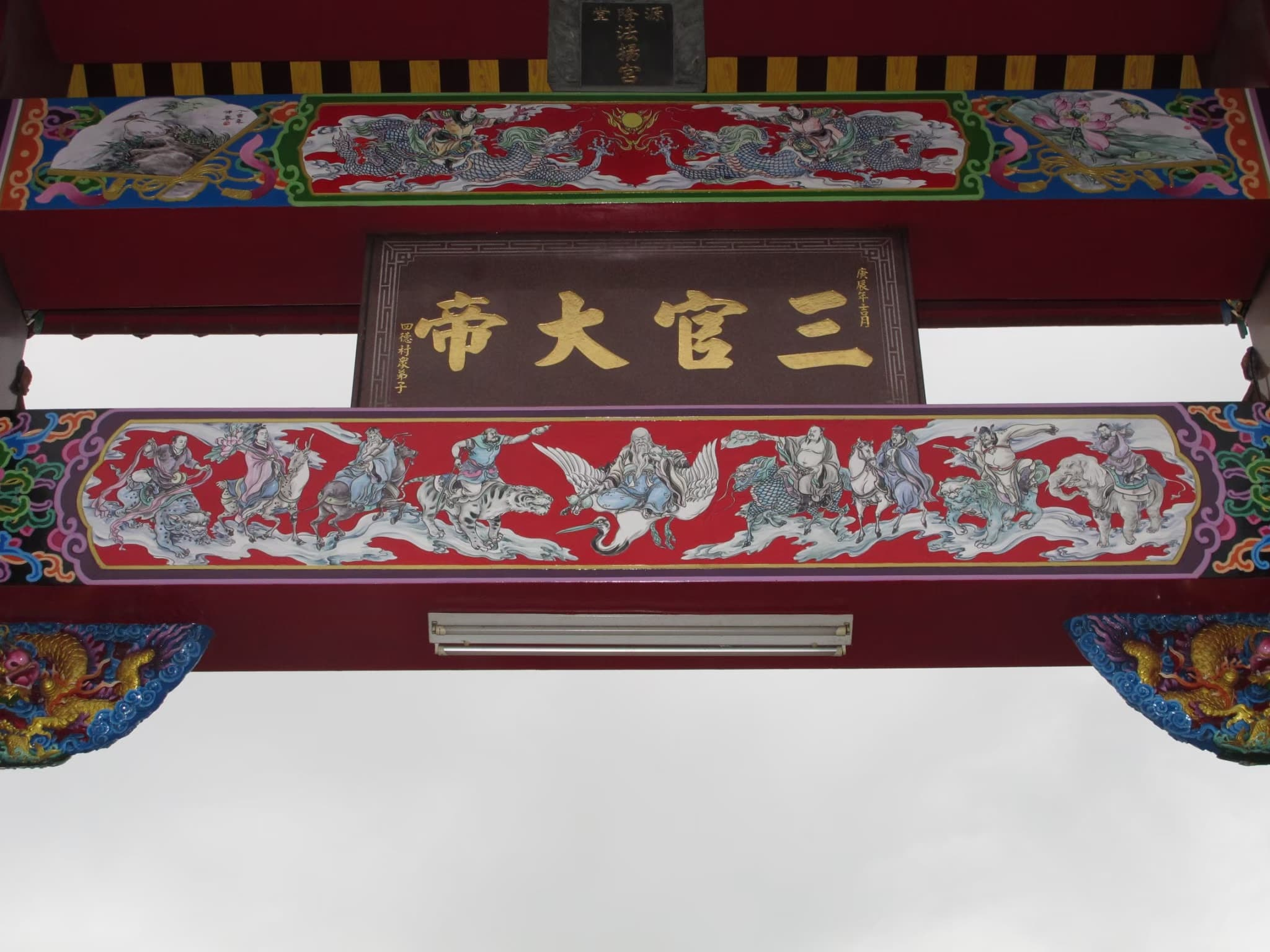

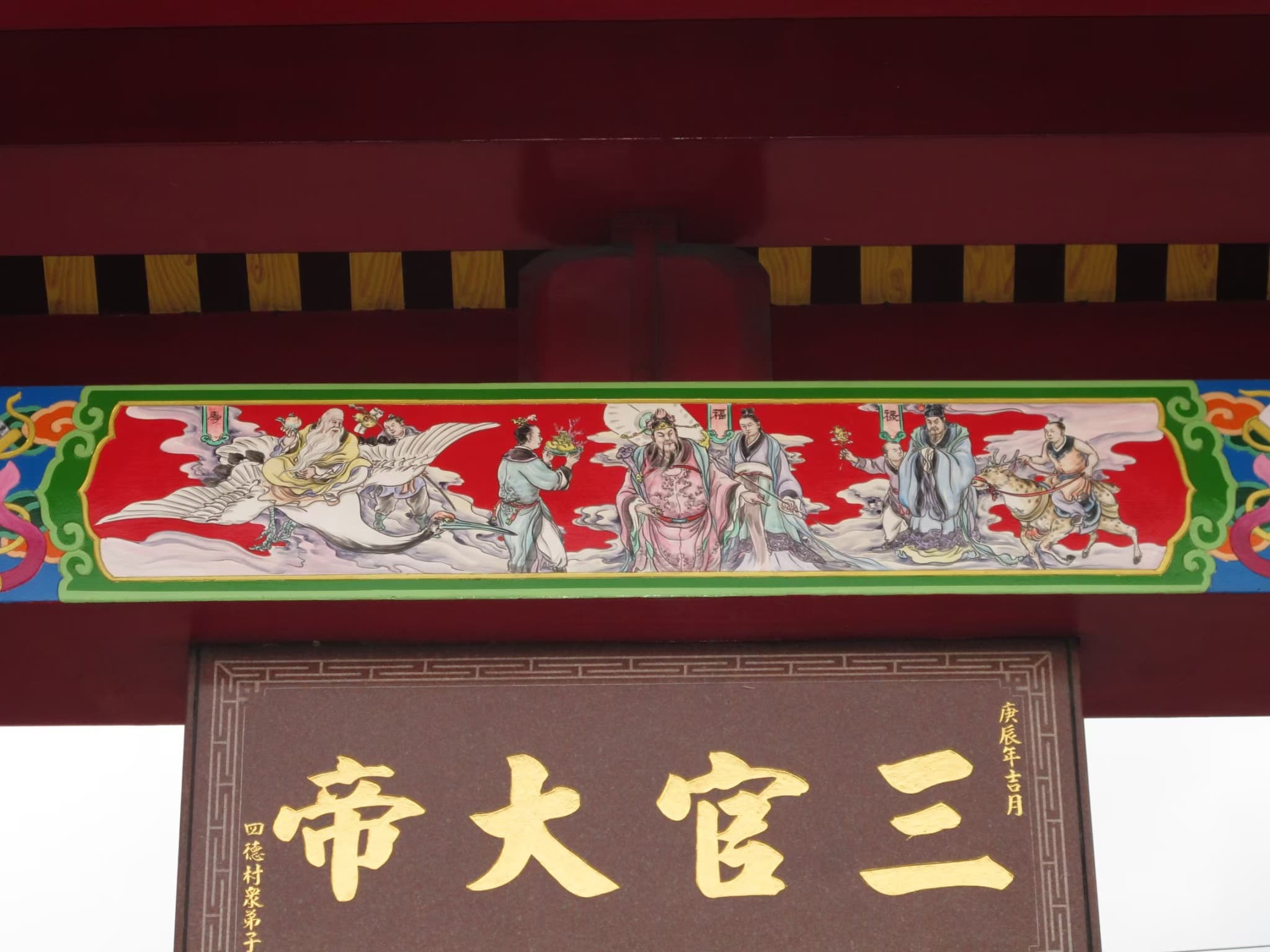

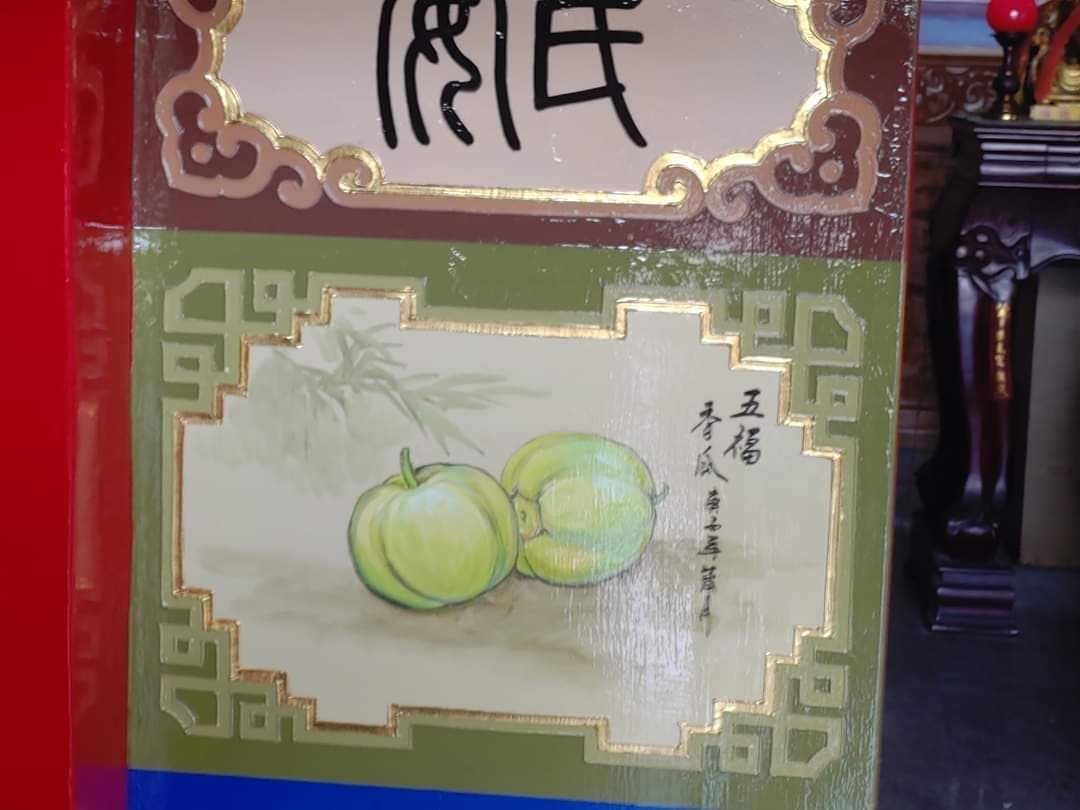
霧峰法揚宮三川彩繪結合霧峰在地農產與特色

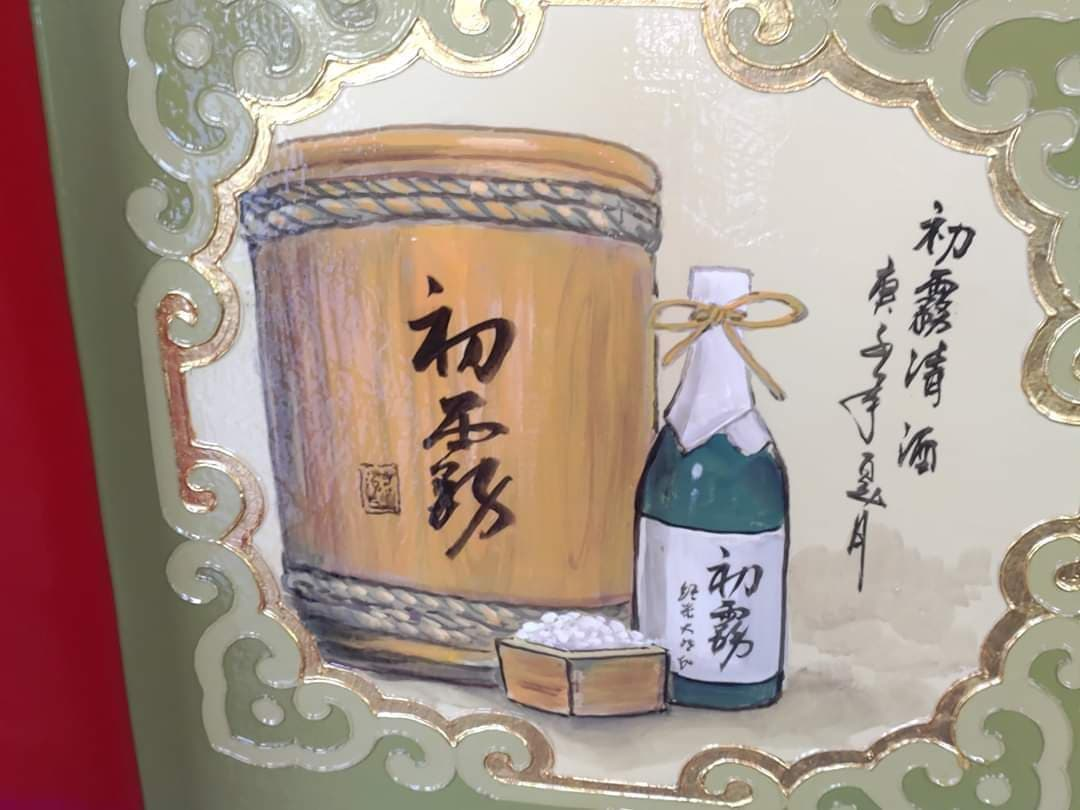
霧峰法揚宮三川彩繪結合霧峰在地農產與特色

## 重要慶典活動
霧峰法揚宮於106年起每年上元天官大帝聖誕舉辦乞香米龜王活動，將米龜王結合霧峰在地特產『霧峰香米』，用霧峰香米疊成米龜至今累積重量達2260斤，十分具有特色。 

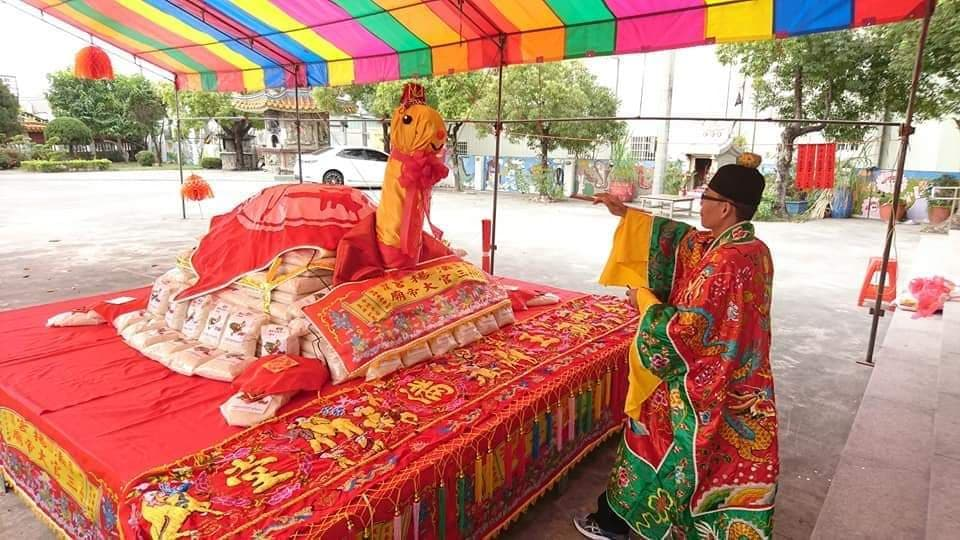
霧峰 法揚宮 米龜王

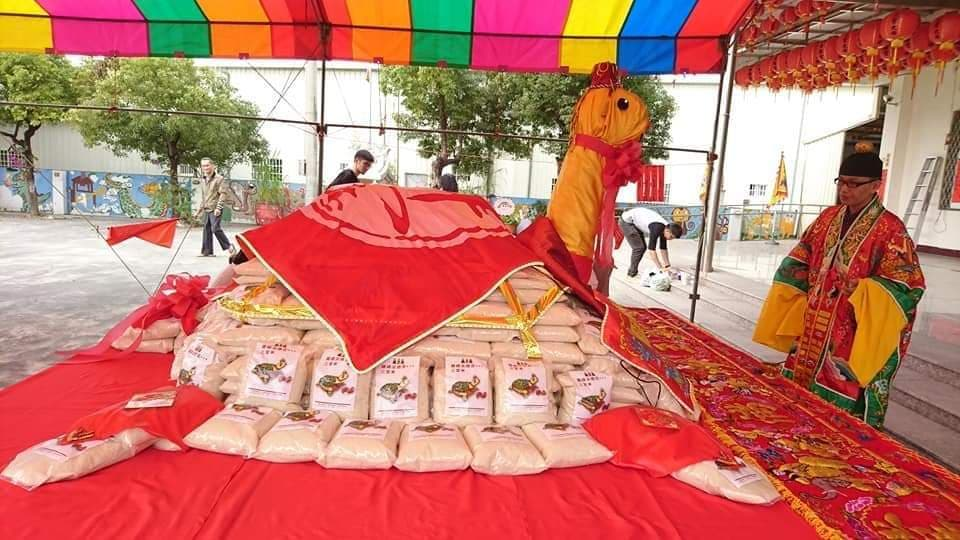
霧峰 法揚宮 米龜王

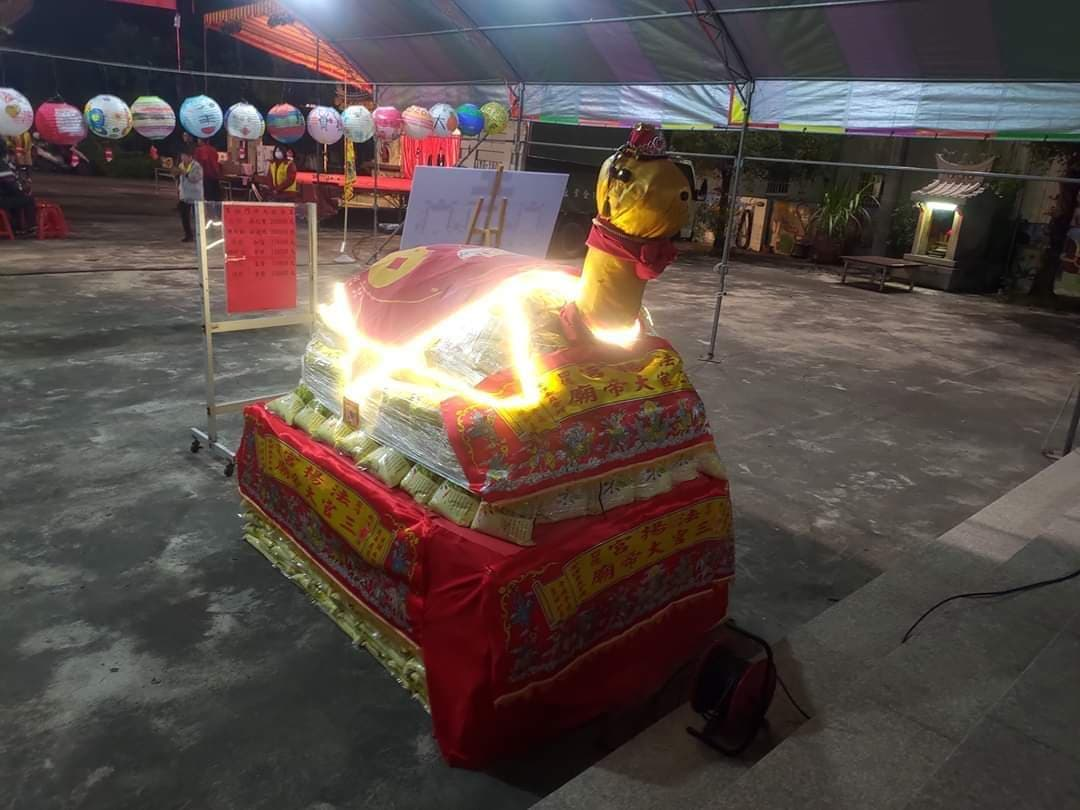
霧峰 法揚宮 米龜王 夜晚 點燈